# Isle de Jean Charles

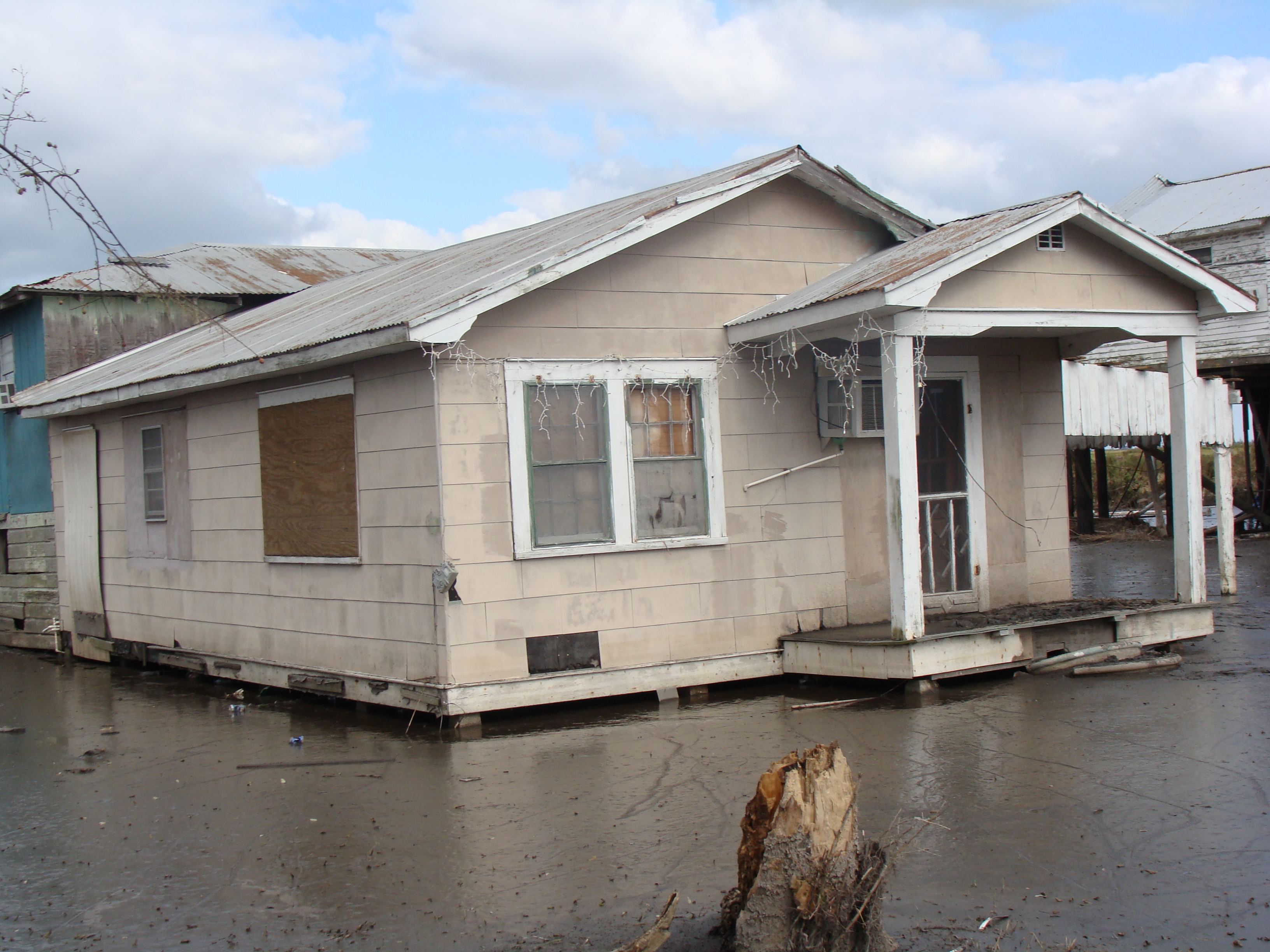
Haus auf Isle de Jean Charles nach Hurrikan Gustav, 2008

Isle de Jean Charles, französisch Isle à Jean Charles ist eine Insel im Terrebonne Parish im US-Bundesstaat Louisiana.

## Geographie
Die Insel Isle de Jean Charles befindet sich an den Ausläufern der Terrebonne Bay, die sich zum Golf von Mexiko erweitert. Houma befindet sich 30 Kilometer entfernt im Nordwesten, New Orleans 75 Kilometer entfernt im Nordosten.
Am 26. Oktober 2016 wurden 99 Einwohner gezählt, die in 26 bewohnten Wohngebäuden mit 37 Wohneinheiten lebten. Daneben gab es mehrere verlassene Häuser.

## Geschichte
Anfang des 19. Jahrhunderts ließen sich Indianer auf der Insel nieder. Es handelte sich dabei um Mitglieder der Biloxi-, Chitimacha- und Choctaw. Bald folgten auch französische Siedler, die sich durch Heirat mit den Indianern vermischten. Die Insel wurde nach dem Vater eines Siedlers  – Jean Charles Naquin – benannt. Zeitweise lebten dort bis zu 400 Bewohner. Da die in der Nähe befindliche Ölindustrie die Umgebung mit Kanälen durchzog und Salzwasser in die Bucht gelangte, starben Bäume und Pflanzen ab, die vorher mit ihren Wurzeln zur Stabilisierung der Küsten beigetragen hatten. Durch Sturmfluten und Hurrikane, beispielsweise Hurrikan Katrina 2005, Hurrikan Gustav 2008 oder den Tropischen Wirbelsturm Lee 2011 wurden Teile der Landfläche wegerodiert. Seit 1955 hat die Insel rund 98 Prozent ihrer ursprünglichen Fläche verloren und im Frühjahr 2016 lebten nur noch 85 Personen dort. Aufgrund des Klimawandels und durch die Erderwärmung dehnt sich auch der Golf von Mexiko weiter aus, das Meerwasser steigt an und überschwemmt Teile von Inselgruppen und Sumpfgebieten in Louisiana. Da damit zu rechnen ist, dass weitere Abschnitte von Isle de Jean Charles überflutet werden, hat der Staat von Louisiana finanzielle Mittel in Höhe von rund 50 Millionen Dollar zur Umsiedlung der noch verbliebenen Familien sowie auch ehemaliger Inselbewohner in Aussicht gestellt. In den Jahren 2002 und 2008 hatten sich die Einwohner mehrheitlich gegen eine Zwangsumsiedlung ausgesprochen. Ebenfalls aufgrund des Klimawandels, jedoch wegen des Abschmelzens von Teilen des Nordpolarmeeres sowie des Auftauens großer Permafrostflächen droht den Bewohnern ganz im Norden der USA, in Shishmaref, Alaska ebenfalls eine Umsiedlung. Hier haben die Einwohner hingegen mehrheitlich für ein solches Verfahren gestimmt. Im Gegensatz zu Louisiana sind in Alaska jedoch keine Gelder für eine Umsiedlung seitens der Regierung bewilligt worden. Als Beginn der Umsiedlung für Isle de Jean Charles wurde von der Regierung Louisianas das Jahr 2022 avisiert.

## Trivia
Über das Leben auf Isle de Jean Charles wurde 2013 der Dokumentarfilm Can’t Stop The Water gedreht.